# Geographischer Specialatlas von Deutschland und den Nachbarländern im Maßstabe von 1 : 200.000

Übersichtsblatt der Topographischen Special Karte von Deutschland 1838

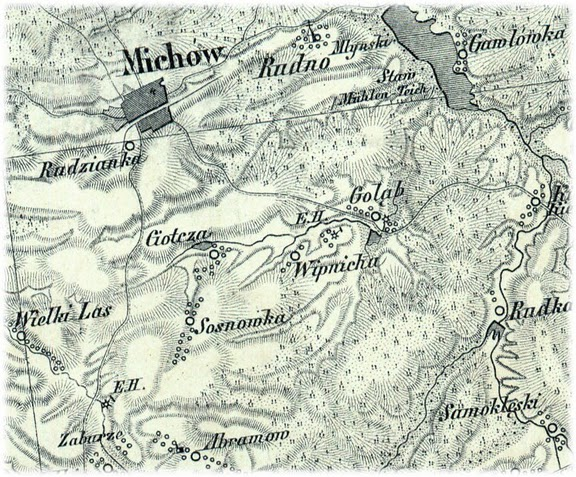
Detail aus einer Reymann-Karte

Der Geographischer Specialatlas von Deutschland und den Nachbarländern im Maßstabe von 1 : 200.000 ist ein topografisches Kartenwerk. Es wurde von Daniel Gottlob Reymann (1759–1837) begründet und erschien ab 1806. Es wurde noch bis 1906 aktualisiert.

## Geschichte
Daniel Gottlob Reymanns wurde 1788 zum Inspektor der Plankammer in der Verwaltung der Kartensammlung des Königs von Preußen ernannt.
Bis 1806 publizierte Reymann die ersten Sektionen seines umfangreichsten Werkes, des Geographischen Specialatlas von Deutschland und den Nachbarländern im Maßstabe von 1:200.000: Sectionen Wieck, Arcona, Stralsund, Bergen, Demmin, Anclam.
Während des Vierten Koalitionskrieges bis zum Einzug Napoleons in Berlin am 27. Oktober 1806 verlegte Reymann die Plankammer nach Königsberg und rettete den Bestand der Kammer vor dem sicheren Verlust an die Franzosen. Erst 1815 kehrten er und die Sammlung der Plankammer nach Berlin zurück.
1836 gab er die Leitung seines Werkes mit dem Erscheinen des 142. Blattes, der Reymann´s Special-Karte von Central-Europa, an Professor Berghaus ab. Nach dem Tod von Reymann 1832 ließ Friedrich Wilhelm III. das Werk zunächst von Karl Wilhelm von Oesfeld (1781–1843) weiterführen, dem Sohn von Carl Ludwig von Oesfeld. Später übernahm Friedrich Handtke das Kartenwerk, welches dann mehr als 330 Blätter umfasste.
Emil von Sydow schrieb über das Werk: „Die Grundlage der Reymann’schen Karte ist eine so durchaus gediegene, der Maßstab für die rechte Mitte zwischen topographischer Specialität und allgemeiner Uebersicht ein so glücklich gewählter…, dass sie für viele Bedürfnisse den Mangel topographischer Specialkarten ersetzt.“
Das Kartenwerk Daniel Gottlob Reymanns gilt als eines der besten und genauest aufgenommenen seiner Zeit. Im Deutsch-Französischen Krieg von 1870/71 wurden die preußischen Offiziere mit Karten Reymanns ausgestattet, und lobten besonders deren Genauigkeit und Detailtreue.
Die ursprünglich nur für Deutschland geplante Karte wurde 1844 von Grodno bis Paris ausgedehnt und von 342 auf 462 Sektionen (je 34 cm × 23 cm), zuletzt auf 529 Sektionen ergänzt. Das Werk in Schraffendarstellung ist im Wesentlichen als Kupferstich hergestellt, bis auf einige Sektionen der Nachbarländer. 1846 wurden die Rechte an der Karte an den Verlag Flemming in Glogau verkauft, jedoch wurde die Karte vom Preußischen Militär bis 1888 weitergenutzt. Das Kartenwerk wurde noch bis 1908 aktualisiert.
Nachfolgerkarten waren die Topographische Übersichtskarte des Deutschen Reiches 1: 200.000 (TÜDR 200, 1. Blatt 1899) und die Übersichtskarte von Mitteleuropa 1 : 300.000 (ME 300, ab 1893, Bezeichnung 1905, 1. Blatt 1906).